# Muwop
Muwop è un singolo della rapper statunitense Mulatto pubblicato il 30 luglio 2020 come secondo singolo estratto dall'album in studio di debutto della rapper Queen of da Souf.
Il brano vede la partecipazione del rapper statunitense Gucci Mane.

## Produzione
La canzone è stata prodotta da J. White Did It e campiona il singolo del 2007, Freaky Gurl di Gucci Mane.

## Antefatti
Nel marzo 2020, è stato annunciato ufficialmente che Mulatto aveva firmato un contratto con RCA Records. Dopo l'annuncio, la rapper ha pubblicato i singoli promozionali, No Hook e He Say She Say rispettivamente ad aprile e maggio. Nel luglio 2020, Mulatto ha ricreato alcune delle copertine degli album del rapper Gucci Mane su Instagram, a partire da The State vs. Radric Davis. Gucci ha reagito positivamente all'idea originale della rapper. Mulatto ha annunciato il singolo in collaborazione alcuni giorni dopo.

## Video musicale
Il video musicale è stato pubblicato in concomitanza con l'uscita del singolo ed è stato diretto da Arrad. Finita la canzone, nel video compare la foto di Breonna Taylor accompagnata dalla frase "Justice for Breonna Taylor" (giustizia per Breonna Taylor).

## Tracce
Testi e musiche di Alyssa Stephens, Radric Davis, Anthony White, Bobby Session, Jr., Ronny Wright, BOADRAY, Keldrick Sapp.
1. Muwop (feat. Gucci Mane) – 3:20

## Formazione
- Latto – voce
- Gucci Mane – voce aggiuntiva
- J White Did It – produzione
- DJ Young Pharaoh – ingegneria del suono
- Chris Athens – mastering
- Evan LaRay – missaggio

## Successo commerciale
Muwop è stato trasmesso alla radio contemporanea statunitense a partire dal 25 agosto 2020. Il singolo ha anche raggiunto la posizione numero 11 della classifica di Billboard Bubbling Under Hot 100.

## Classifiche
| Classifica (2020)         | Posizione massima |
| ------------------------- | ----------------- |
| Stati Uniti               | 106               |
| Stati Uniti (R&B/Hip-Hop) | 44                |

## Date di pubblicazione
| Paese       | Data           | Formato                      | Etichetta      | Note   |
| ----------- | -------------- | ---------------------------- | -------------- | ------ |
| Mondo       | 30 luglio 2020 | Streaming, download digitale | Streamcut, RCA | [ 9 ]  |
| Stati Uniti | 25 agosto 2020 | Contemporary hit radio       | Streamcut, RCA | [ 10 ] |